# Staphylinochrous heringi
Staphylinochrous heringi és una espècie de lepidòpter zigenoïdeu de la família dels himantoptèrids (Himantopteridae), subfamília Anomoeotinae.
És endèmica de la Guinea Equatorial.